# Anastasia Acosta
Anastasia Acosta Rodríguez, née à San José au Costa Rica le 24 avril 1975, est une actrice et mannequin costaricienne.

## Biographie
Elle s'installe au Costa Rica quand elle est petite, et elle est célèbre grâce aux telenovelas mexicaines.

## Filmographie
- 2008 : Tormenta en el paraíso
- 2005 : Pablo y Andrea
- 2004 : Amar otra vez
- 2003 : Corazón de melón
- 2001-2006 : Mujer, casos de la vida real
- 2000-2002 : Cero en conducta
- 1999 : Cuento de navidad
- 1999 : Rosalinda
- 1998 : La usurpadora
- 1996 : Marisol
- 2014: Los miserables"Consuelo "Chelo" Monteagudo Duran de Gordillo